# Francisco Moreno y Herrera
Francisco de Asís Moreno y de Herrera (Jerez de la Frontera, 23 de enero de 1909-Jerez de la Frontera, 1 de enero de 1978) fue un aristócrata, escritor y político monárquico español. Fue miembro fundador de Falange Española, organización de la que se apartó por discrepancias ante la posición religiosa, para integrarse en el Bloque Nacional. Perteneció al Consejo Privado del Conde de Barcelona y en 1967 fue elegido miembro de la Real Academia de Ciencias Morales y Políticas.
Ostentó los títulos de marqués de la Eliseda (consorte), por su matrimonio con Teresa de Arteaga y Falguera, y conde de los Andes, que heredó de su padre.

## Biografía
Nacido en Jerez el 23 de enero de 1909, era hijo de Francisco Moreno Zuleta, V conde de los Andes. Contrajo matrimonio en 1931 con Teresa de Jesús de Arteaga y Falguera (fallecida en 1962), marquesa de la Eliseda e hija de Joaquín de Arteaga y Echagüe, xvii duque del Infantado y de Isabel Falguera y Moreno.
Se tituló en Derecho en la Universidad de Granada y en Económicas y Políticas en la Universidad de Oxford.
Colaborador de la revista Acción Española, fue uno de los conspiradores detrás del golpe de Estado de la Sanjurjada de 1932 contra el gobierno republicano. Junto con Jorge Vigón, Eugenio Vegas Latapie y Juan Antonio Ansaldo conformó otro comité de conspiración antirrepublicana posterior a la intentona de Sanjurjo.
Amigo desde niño de José Antonio Primo de Rivera, fue miembro de Falange Española, partido fascista liderado por José Antonio fundado en 1933 que no tardaría en fusionarse con las Juntas de Ofensiva Nacional Sindicalista de Ramiro Ledesma para formar la Falange Española de las Juntas de Ofensiva Nacional Sindicalista. El marqués de la Eliseda resultó elegido diputado por Cádiz de las Cortes republicanas en las elecciones de 1933. En noviembre de 1934 anunció su abandono de la Falange Española de las JONS, descontento con un posicionamiento laico de la formación en torno a la religión al subordinar la Iglesia al Estado, llegando el marqués de la Eliseda a tacharlo de «francamente herético», prestando publicidad al hecho en la prensa de derechas de forma que dio pie a una réplica encendida de José Antonio. Su marcha dejó al partido en una posición comprometida, al ser el principal financiador de este y de su aparato de propaganda. Moreno Herrera volvería posteriormente a las huestes monárquicas en el Bloque Nacional.
Habría participado en la organización de los preparativos de la sublevación militar de julio de 1936. Habría también sido una de las personalidades, junto Vegas Latapie, Jorge Vigón, conde de Ruiseñada, que se trasladaron en julio de 1936 a Cannes, y convencieron a Alfonso XIII y a Victoria Eugenia del viaje de Juan de Borbón a España para combatir en la guerra civil en el bando sublevado. En el fragor de la Guerra Civil Española combatió por el bando sublevado en la batalla de Teruel. fue nombrado gobernador civil de la provincia de Santander, zona sublevada, en agosto de 1938; sustituyó a Agustín Zancajo Osorio.
En diciembre de 1939, ya acabado el conflicto, cesó en el cargo, para ser posteriormente nombrado consejero nacional del Movimiento y vocal del Instituto de Estudios Políticos.
Se adhirió a los restauracionistas de la monarquía y llegó a ser deportado por ello a la isla de la Palma durante 10 meses. Posteriormente llegaría sin embargo a ser miembro del Instituto de Cultura Hispánica. Fue miembro del Consejo Privado del Conde de Barcelona. Elegido el 12 de diciembre de 1967 como miembro de la Real Academia de Ciencias Morales y Políticas (medalla 12), tomó posesión de dicha posición el 30 de enero de 1969 en un acto presidido por José Yanguas Messía.
Obtuvo el Premio Nacional de Literatura de 1973 con su obra Escritos políticos. También se dedicó a la crítica gastronómica en las páginas del diario ABC, con el pseudónimo de Savarín. Moreno, que llegó a apoyar el proyecto de reforma política de Adolfo Suárez, falleció en su ciudad natal el 1 de enero de 1978.

## Pensamiento
Elitista y monárquico tradicionalista, interesado por el corporativismo, se aproximó al fascismo falangista interpretándolo como una ideología contrarrevolucionaria; entonces no encontró ninguna discordancia entre «la monarquía indispensable para consolidar el estado contrarrevolucionario» y el fascismo. Sin embargo según algunos autores no habría terminado de ser un fascista convencido. En Fascismo, Catolicismo, Monarquía (1935) trató de desmentir la incompatibilidad entre el fascismo y el catolicismo.